# Calymmodon binaiyensis
Calymmodon binaiyensis är en stensöteväxtart som beskrevs av Barbara S. Parris. Calymmodon binaiyensis ingår i släktet Calymmodon och familjen Polypodiaceae. Inga underarter finns listade.